# Mistrzostwa Europy w Lekkoatletyce 1974 – bieg na 200 m kobiet

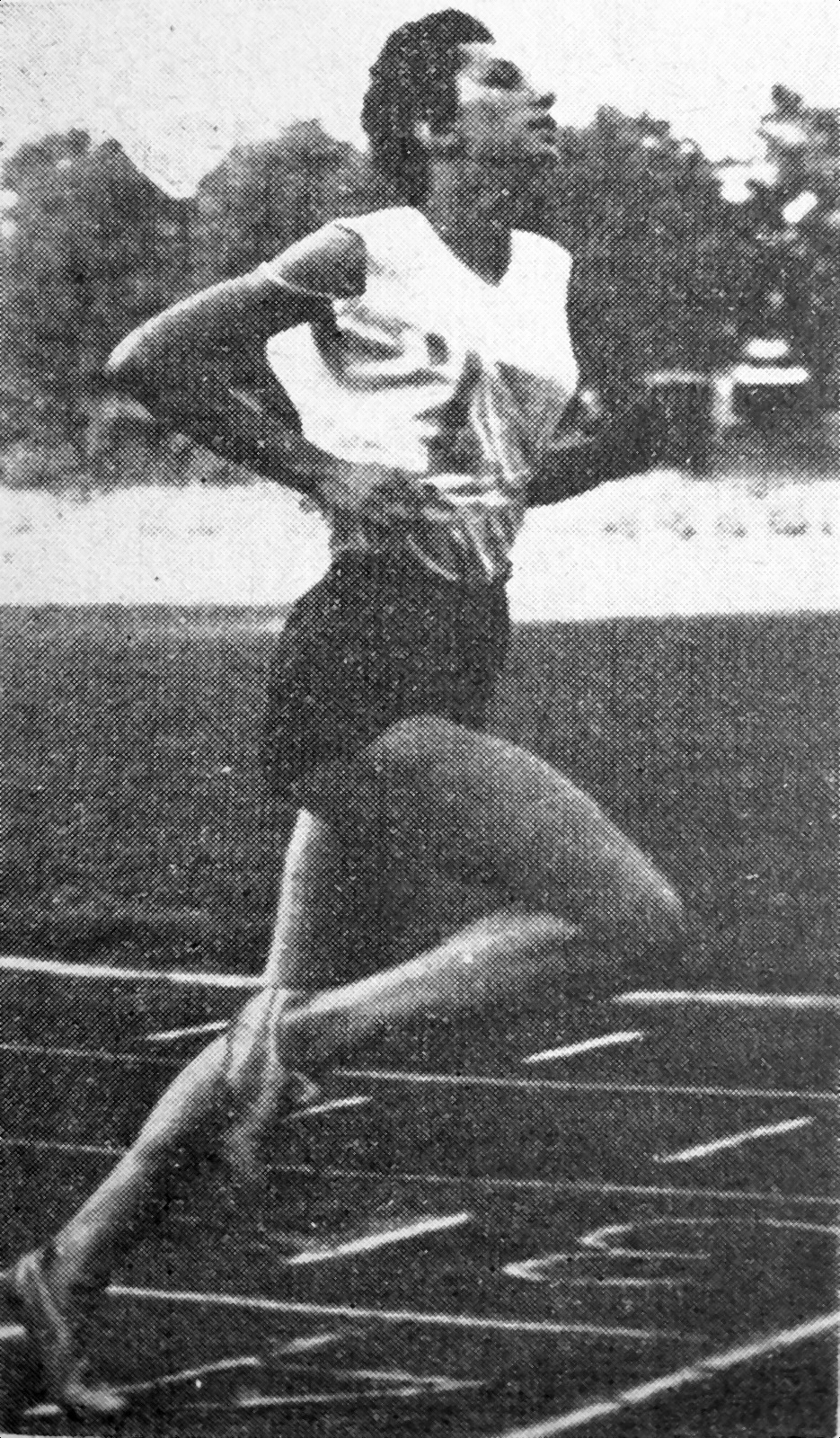
Irena Szeweińska

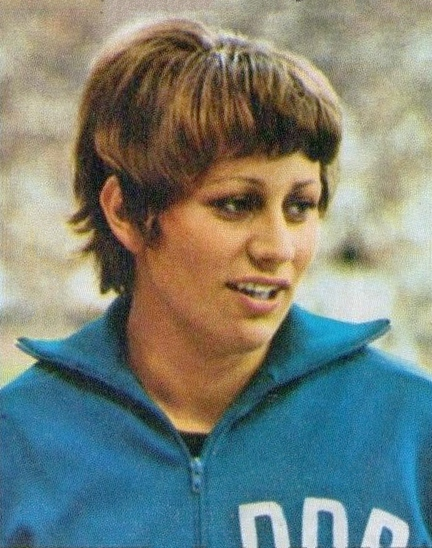
Renate Stecher

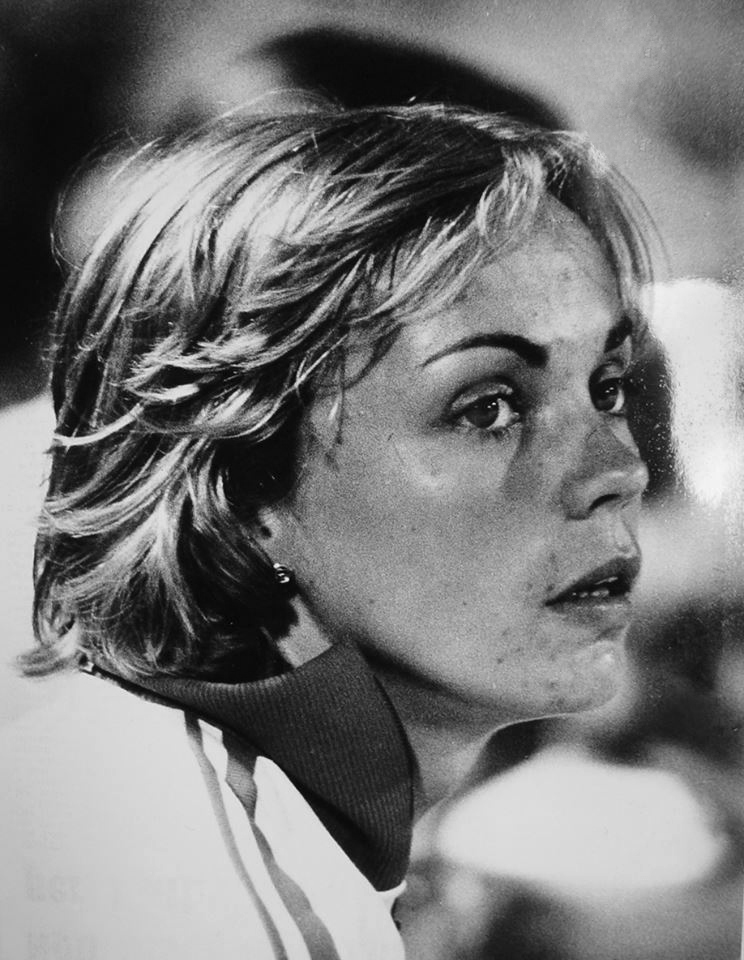
Mona-Lisa Pursiainen

Bieg na dystansie 200 metrów kobiet był jedną z konkurencji rozgrywanych podczas XI Mistrzostw Europy w Rzymie. Biegi eliminacyjne zostały rozegrane 4 września, a biegi półfinałowe i bieg finałowy 6 września 1974 roku. Zwyciężczynią tej konkurencji została reprezentantka Polski Irena Szewińska, która na tych mistrzostwach zdobyła złoty medal także w biegu na 100 metrów. W rywalizacji wzięło udział dwadzieścia zawodniczek z jedenastu reprezentacji.

## Rekordy
| Rekord świata     | Renate Stecher (GDR) | 22,1  | Drezno, NRD         | 21.07.1973 |
| Rekord Europy     | Renate Stecher (GDR) | 22,1  | Drezno, NRD         | 21.07.1973 |
| Rekord mistrzostw | Renate Stecher (GDR) | 22,70 | Helsinki, Finlandia | 13.08.1971 |

## Wyniki

### Eliminacje
Rozegrano cztery biegi eliminacyjne. Do półfinałów awansowały po trzy najlepsze zawodniczki każdego biegu eliminacyjnego (Q), a także cztery spośród pozostałych z najlepszymi czasami (q).
Bieg 1
| Miejsce | Zawodniczka          | Czas  | Uwagi |
| ------- | -------------------- | ----- | ----- |
| 1       | Mona-Lisa Pursiainen | 23,13 | Q     |
| 2       | Petra Kandarr        | 23,44 | Q     |
| 3       | Christiane Krause    | 23,51 | Q     |
| 4       | Barbara Bakulin      | 23,56 | q     |
| 5       | Ildiko Szabó         | 23,78 | q     |

Bieg 2
| Miejsce | Zawodniczka       | Czas  | Uwagi |
| ------- | ----------------- | ----- | ----- |
| 1       | Renate Stecher    | 23,35 | Q     |
| 2       | Marina Sidorowa   | 23,55 | Q     |
| 3       | Annegret Kroniger | 23,55 | Q     |
| 4       | Helen Golden      | 24,02 | q     |
| 5       | Laura Nappi       | 24,22 |       |

Bieg 3
| Miejsce | Zawodniczka       | Czas  | Uwagi |
| ------- | ----------------- | ----- | ----- |
| 1       | Ludmiła Masłakowa | 23,45 | Q     |
| 2       | Irena Szewińska   | 23,87 | Q     |
| 3       | Elvira Possekel   | 24,08 | Q     |
| 4       | Sharon Colyear    | 24,14 | q     |
| 5       | Sylviane Telliez  | 24,41 |       |

Bieg 4
| Miejsce | Zawodniczka        | Czas  | Uwagi |
| ------- | ------------------ | ----- | ----- |
| 1       | Doris Maletzki     | 23,77 | Q     |
| 2       | Wilma van den Berg | 23,84 | Q     |
| 3       | Rosine Wallez      | 24,00 | Q     |
| 4       | Andrea Lynch       | 24,22 |       |
| 5       | Emma Sulter        | 33,92 |       |

### Półfinały
Rozegrano dwa półfinały. Do finału awansowały po cztery najlepsze zawodniczki każdego biegu półfinałowego (Q).
Półfinał 1
| Miejsce | Zawodniczka        | Czas  | Uwagi |
| ------- | ------------------ | ----- | ----- |
| 1       | Renate Stecher     | 23,01 | Q     |
| 2       | Ludmiła Masłakowa  | 23,35 | Q     |
| 3       | Christiane Krause  | 23,49 | Q     |
| 4       | Helen Golden       | 23,54 | Q     |
| 5       | Barbara Bakulin    | 23,81 |       |
| 6       | Wilma van den Berg | 23,86 |       |
| 7       | Doris Maletzki     | 24,07 |       |
| 8       | Elvira Possekel    | 24,29 |       |

Półfinał 2
| Miejsce | Zawodniczka          | Czas  | Uwagi |
| ------- | -------------------- | ----- | ----- |
| 1       | Irena Szewińska      | 22,88 | Q     |
| 2       | Mona-Lisa Pursiainen | 23,17 | Q     |
| 3       | Annegret Kroniger    | 23,29 | Q     |
| 4       | Petra Kandarr        | 23,50 | Q     |
| 5       | Ildiko Szabó         | 23,97 |       |
| 6       | Sharon Colyear       | 23,98 |       |
| 7       | Rosine Wallez        | 24,03 |       |
| 8       | Marina Sidorowa      | 24,66 |       |

### Finał
| Miejsce | Zawodniczka          | Czas  | Uwagi |
| ------- | -------------------- | ----- | ----- |
| 1       | Irena Szewińska      | 22,51 | CR    |
| 2       | Renate Stecher       | 22,68 |       |
| 3       | Mona-Lisa Pursiainen | 23,17 |       |
| 4       | Ludmiła Masłakowa    | 23,31 |       |
| 5       | Helen Golden         | 23,38 |       |
| 6       | Annegret Kroniger    | 23,38 |       |
| 7       | Christiane Krause    | 23,78 |       |
| 8       | Petra Kandarr        | 23,99 |       |